# 斯里兰卡铁路M11型柴电机车
斯里兰卡铁路M11型列车指的是由印度巴纳拉斯机车制造厂制造、于2018年首次交付的斯里兰卡铁路干线柴油电力机车。从外观上看，这一型号的机车由印度铁路公司的WDG-4型机车发展而来，并采用了EMD 710柴油机的16缸变体。
该型机车组装完成后通过拖车从瓦拉纳西送往金奈港，最终通过船运送达斯里兰卡。机车配备有微处理器控制系统、TFT液晶显示器以及动态制动设备。这些机车也是“印度制造”计划的产物。 
截至2020年1月，斯里兰卡已在印度的贷款帮助下购买了10台M11柴电机车，其中8台已送达斯里兰卡。除此之外，斯里兰卡还采购了6台动力装置；这些开支总共耗资10亿卢比。

## 争议
斯里兰卡铁路工会担忧这些机车并不适合斯里兰卡的铁路网。工会官员表示，这些机车很有可能因为太长而无法在当地各条线路上安全运行；除此之外，这些机车配备的是空气压缩机制动系统，而斯里兰卡目前使用的大多数机车采用的都是真空制动器。因此，M11型机车除了近期斯里兰卡进口的中国制造车厢之外几乎不能与其他在线车厢相连。另一方面，斯里兰卡的铁路标准没有印度的那么高，使用M11型这种大马力机车只拉几节车厢显得十分浪费——只有干线重建才能充分发挥这一型机车的能力。不少在岗铁路操作人员认为M11型列车对公共安全有相当的威胁，并不适合担当他们的任务对应的线路。

## 事故
2019年12月19日，M11型953号列车在马拉达娜-德尔玛塔戈达站区间的线路上脱轨，导致该线路停运两天。Puttalam和Kelani Valley两线也受到了事故的影响。 